# Danny Hoch

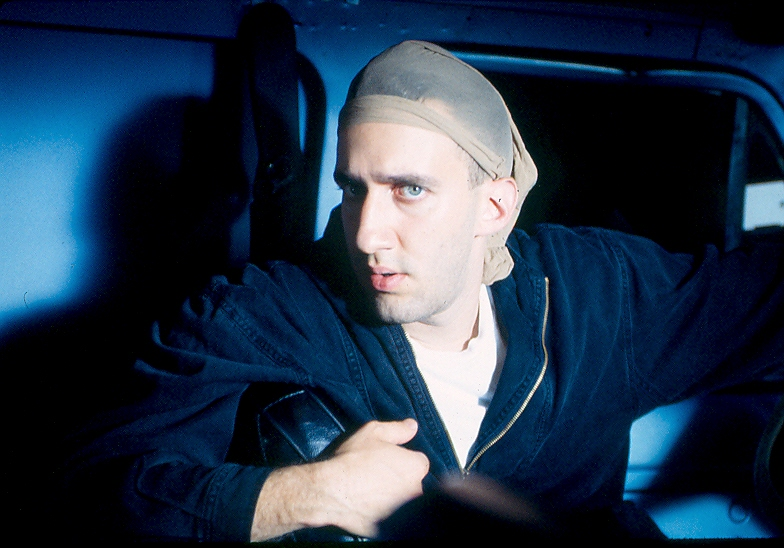
Danny Hoch am Set von His & Hers (1998)

Danny Hoch (* 23. November 1970 in New York City) ist ein US-amerikanischer Schauspieler.

## Leben und Leistungen
Hoch studierte an der New Yorker High School of Performing Arts. Er debütierte im Film Sureshot aus dem Jahr 1996. In der Independent-Komödie Finger weg, Liebling! (1997) spielte er neben Liev Schreiber eine der größeren Rollen. In der Komödie Whiteboyz (1999) übernahm er die Hauptrolle; die damals noch wenig bekannte Piper Perabo spielte in diesem Film seine Freundin.
Beim Dokudrama Jails, Hospitals & Hip-Hop (2000) war Hoch als Regisseur und Drehbuchautor tätig, wofür er im Jahr 2000 gemeinsam mit Mark Benjamin einen Preis des Urbanworld Film Festivals erhielt. Im gleichen Jahr gründete er das Hip-Hop Theater Festival. 2001 spielte er in Black Hawk Down den US-Soldaten Dominick Pilla, den ersten gefallenen Soldaten bei der Schlacht von Mogadischu. 2007 spielte er eine größere Rolle an der Seite von Joaquin Phoenix, Eva Mendes, Mark Wahlberg und Robert Duvall im Thriller Helden der Nacht – We Own the Night.

## Filmografie (Auswahl)
- 1996: Sureshot
- 1997: Finger weg, Liebling! (His and Hers)
- 1998: Der schmale Grat (The Thin Red Line)
- 1999: Whiteboyz
- 2001: Black Hawk Down
- 2002: Washington Heights
- 2003: American Splendor
- 2005: Krieg der Welten (War of the Worlds)
- 2005: Bam Bam and Celeste
- 2007: Blackbird
- 2007: Glück im Spiel (Lucky You)
- 2007: Helden der Nacht – We Own the Night (We Own the Night)
- 2010: Henry & Julie – Der Gangster und die Diva (Henry’s Crime)